# Stefanie Heiden
Stefanie Heiden (* 2. August 1966 in Saarlouis) ist eine deutsche Wissenschafts- und Technikmanagerin; von Haus aus ist sie ausgebildete Mikrobiologin und Biochemikerin. Sie war u. a. Honorarprofessorin der Universität Osnabrück, wo sie das Fach „Industrielle und Umwelt-Biotechnologie“ am Fachbereich Biologie/Chemie vertrat. Aktuell ist sie Professorin für Innovations-Forschung, Technologie-Management & Entrepreneurship und Dekanin der Naturwissenschaftlichen Fakultät an der Leibniz Universität Hannover. Seit 2020 ist sie Mitglied im Bioökonomierat der Bundesregierung.

## Leben
Stefanie Heiden ist auf dem Gebiet des Forschungs-, Technik- und Wissenschaftsmanagement tätig. Nach ihrer akademischen Ausbildung an der Philipps-Universität Marburg und wissenschaftlicher Assistenzzeit am Max-Planck-Institut für terrestrische Mikrobiologie in Marburg/Lahn und Post-Doc-Zeit am Institut Pasteur in Paris führte sie ihr Weg zur Deutschen Bundesstiftung Umwelt (DBU) in Osnabrück, einer der größten privaten Stiftungen bürgerlichen Rechts. Hier gestaltete sie den Aufbau der Abteilung Umweltforschung und entwickelte u. a. den Förderschwerpunkt „Industrielle/Weiße Biotechnologie“. Sie stand dem Bereich Biotech/Life Sciences vor und war stellvertretende Leiterin der Abteilung "Umweltforschung und Naturschutz" der DBU. Diese umfasste die Gebiete Umweltchemie, Biotechnologie, Umweltgerechte Landnutzung & Nachwachsende Rohstoffe, Naturschutz und die Stipendienprogramme (national und international) der DBU. Von 2010 bis 2012 war sie Hauptgeschäftsführerin der Arbeitsgemeinschaft industrieller Forschungsvereinigungen „Otto von Guericke“.
Sie ist zertifizierte Change Managerin, Gutachterin und Sachverständige für Wissenschaft, Wirtschaft, Kapitalgeber und Regierung (Bundes- und Landesebene) und Mitglied zahlreicher Gremien u. a. Aufsichtsräten von Forschungszentren. In den letzten Jahren hat sie sich intensiv mit den Themen Sanierung, Reorganisation, Neupositionierung von Organisationen sowie dem Thema Gemeinnützigkeit und Corporate Governance befasst.
2022 wurde Heiden in die Deutsche Akademie der Technikwissenschaften (acatech) gewählt.
Stefanie Heiden ist verheiratet und hat ein Kind. Heiden ist gebürtige Saarländerin und vertritt dieses Bundesland seit 2006 auch als Saarlandbotschafterin.

## Veröffentlichungen
Herausgebertätigkeit
- 10. Osnabrücker Umweltgespräche – Chancen und Perspektiven der mittelständischen Textilindustrie unter dem Gesichtspunkt des Umweltkosten-Managements. (= Initiativen zum Umweltschutz. Band 6). Zeller Verlag, Osnabrück 1997.
- mit W. Dott: Miniaturisierte und automatisierte Testverfahren zur human- und ökotoxikologischen Bewertung von Schadstoffen in Umweltproben. (= Initiativen zum Umweltschutz. Band 7). Zeller Verlag, Osnabrück 1997.
- Innovative Techniken der Bodensanierung – Ein Beitrag zur Nachhaltigkeit. Spektrum Akademischer Verlag, Heidelberg/ Berlin 1999.
- mit R. Erb, J. Warrelmann und R. Dierstein: Bioremediation: Entwicklungsstand – Anwendungen – Perspektiven. (= Initiativen zum Umweltschutz. Band 12). Erich Schmidt Verlag, Berlin 1999.
- mit A.-K. Bock und G. Antranikian: Industrielle Nutzung von Biokatalysatoren – Ein Beitrag zur Nachhaltigkeit. 15. Osnabrücker Umweltgespräche. (= Initiativen zum Umweltschutz. Band 14). Erich Schmidt Verlag, Berlin 1999.
- mit R. Erb, W. Dott und A. Eisenträger: Toxikologische Beurteilung von Böden – Leistungsfähigkeit biologischer Testverfahren. Spektrum Akademischer Verlag, Heidelberg/ Berlin 2000.
- mit R. Erb, H. Liebmann und K. Kahle: Kalibergbau – Umweltlast und Chance. (= Initiativen zum Umweltschutz. Band 25). Erich Schmidt Verlag, Berlin 2001.
- mit R. Erb und F. Sieker: Hochwasserschutz heute – Nachhaltiges Wassermanagement. (= Initiativen zum Umweltschutz. Band 31). Erich Schmidt Verlag, Berlin 2001.
- mit R. Erb: Biokatalyse. BIOspektrum – Sonderausgabe der Deutschen Bundesstiftung Umwelt. Spektrum Akademischer Verlag, Heidelberg/ Berlin 2001.
- mit R. Erb: Sensorik. BIOspektrum – Sonderausgabe der Deutschen Bundesstiftung Umwelt, Spektrum Akademischer Verlag, Heidelberg/ Berlin 2001.
- mit C. Burschel und R. Erb: Biotechnologie als interdisziplinäre Herausforderung. Spektrum Akademischer Verlag, Heidelberg/ Berlin 2001.
- mit R. Erb: Nachhaltige Biokatalyse. transkript (9) – Sonderausgabe der Deutschen Bundesstiftung Umwelt, BIOCOM AG, Berlin 2003.
- Weiße Biotechnologie – Erfolgsstrategie für eine nachhaltige Chemieindustrie. Extra-Beilage des transkript Life-Sciences-Magazin (11) zum gleichnamigen Kongreß am 21./22. Februar 2005 in Berlin, BIOCOM AG, Berlin 2005.
- mit H. Zinke: Weiße Biotechnologie: Industrie im Aufbruch. BIOCOM AG, Berlin 2006.